# 호스티지 (2005년 영화)
《호스티지》(영어: Hostage)는 미국과 독일에서 제작된 플로랑 시리 감독의 2005년 액션 범죄 스릴러 영화이다. 로버트 크레이스의 동명 소설이 원작이다. 브루스 윌리스가 주연과 제작을 맡았다.

## 줄거리
로스앤젤레스 경찰국 SWAT 소속인 제프 탤리는 인질 협상에 실패하여 어린아이를 포함한 온 가족이 사망하는 비극이 벌어지자 그 충격을 극복하지 못해 캘리포니아주 벤투라군 인근 교외 마을의 경찰서장직으로 전근한다.
그러나 1년 뒤 이 한적한 마을에서 뜻밖에도 한 회계사와 그의 자녀들이 자택에 침입한 은행 강도단에게 인질로 붙들리는 사건이 발생하고, 현장에서 트라우마가 도진 제프는 상급 기관인 벤투라군 보안관 부서에 사건을 일임한다.
그간 한 범죄 연합체를 위해 돈세탁을 해 온 이 회계사는 마침 암호화된 파일이 저장된 DVD를 소지하고 있었고, 연합체는 당국에 이 DVD를 들키는 일을 막기 위해 “워치맨”이라고 불리는 사내를 보낸다. 워치맨은 제프의 아내와 딸을 납치한 뒤 제프에게 현장으로 돌아가 권한을 다시 넘겨받으라고 협박하고, 연합체가 DVD를 회수할 때까지 시간을 벌라고 지시한다.

## 출연진
- 브루스 윌리스
- 케빈 폴랙
- 벤 포스터
- 조너선 터커
- 미셸 혼
- 지미 베넷
- 티나 리퍼드
- 킴 코츠
- 로버트 네퍼
- 마셜 올먼
- 루머 윌리스
- 마진 홀든
- 마이클 D. 로버츠
- 아트 러플루어
- 엑토르 루이스 부스타만테
- 캐스린 주스턴
- 조니 메스너
- 글렌 모샤워
- 지미 핀책

## 기타 제작진
- 공동 제작: 데이비드 윌리스
- 협력 제작: 수잰 보넷, 스티븐 이즈
- 배역: 스콧 볼런드, 빅토리아 버로스
- 미술: 래리 풀턴
- 의상: 엘리사베타 베랄도

## 홈 미디어
2005년 6월 21일, DVD와 VHS로 출시되었다.